# Чемпіонат УРСР з легкої атлетики в приміщенні 1976
Чемпіонат УРСР з легкої атлетики в приміщенні 1976 серед дорослих був проведений 14-15 лютого у Ворошиловграді в легкоатлетичному манежі «Динамо».

## Призери

### Чоловіки
| Дисципліни            | Золото                                 | Золото       | Срібло                            | Срібло  | Бронза                           | Бронза  |
| --------------------- | -------------------------------------- | ------------ | --------------------------------- | ------- | -------------------------------- | ------- |
| 60 метрів             | Валерій Ратушний Київ                  | 6,5h         | В. Кайдаш Ворошиловградська обл.  | 6,7     | Володимир Багрін Запорізька обл. | 6,8     |
| 300 метрів            | Микола Явтушенко Вінницька обл.        | 35,4h        | Віктор Бураков Донецька обл.      | 35,5    | Анатолій Караулов Київ           | 36,4    |
| 600 метрів            | Анатолій Решетняк Кримська обл.        | 1.21,4h      | Віктор Кутузов Миколаївська обл.  | 1.21,7  | Микола Іващенко Київ             | 1.21,9  |
| 800 метрів            | М. Шаповалов Харківська обл.           | 1.53,7h      | В. Дацюк Харківська обл.          | 1.53,9  | А. Косьян Київ                   | 1.53,9  |
| 1500 метрів           | Анатолій Недибалюк Вінницька обл.      | 3.49,8h      | В. Лапатюк Одеська обл.           | 3.50,4  | М. Чепур Київ                    | 3.51,8  |
| 3000 метрів           | Анатолій Недибалюк Вінницька обл.      | 8.12,2h      | О. Болдарев Харківська обл.       | 8.12,8  | С. Рибалко Харківська обл.       | 8.15,4  |
| 5000 метрів           | Павло Андреєв Львівська обл.           | 14.16,4h NIB | Юрій Мрачковський Черкаська обл.  | 14.19,2 | М. Жорняк Київ                   | 14.19,6 |
| 60 метрів з бар'єрами | Василь Підгурський Вінницька обл.      | 8,0h         | Сергій Оринянський Київ           | 8,1     | М. Штаничев Донецька обл.        | 8,1     |
| Стрибки у висоту      | Микола Варламов Ворошиловградська обл. | 2,15         | Марк Желнов Дніпропетровська обл. | 2,15    | Олександр Машков Одеська обл.    | 2,12    |
| Стрибки з жердиною    | Євген Тананика Харківська обл.         | 5,35         | Сергій Кривозуб Донецька обл.     | 5,00    | Олександр Федоров Одеська обл.   | 5,00    |
| Стрибки у довжину     | Василь Галиней Львівська обл.          | 7,56         | Анатолій Ільїн Київська обл.      | 7,51    | Едуард Вацнер Донецька обл.      | 7,45    |
| Потрійний стрибок     | Микола Соловей Львівська обл.          | 15,97        | Леонід Прокопчук Київ             | 15,68   | Геннадій Цвєтков Київ            | 15,68   |
| Штовхання ядра        | Олександр Носенко Київ                 | 18,93        | Леонід Смєлаш Київ                | 17,22   | Андрій Шурепов Київ              | 16,94   |
| П'ятиборство          | В. Третяков Донецька обл.              | 3863         | Олег Руєв Дніпропетровська обл.   | 3777    | Юрій Римар Запорізька обл.       | 3588    |

### Жінки
| Дисципліни            | Золото                                 | Золото    | Срібло                                   | Срібло | Бронза                                    | Бронза |
| --------------------- | -------------------------------------- | --------- | ---------------------------------------- | ------ | ----------------------------------------- | ------ |
| 60 метрів             | Тетяна Пророченко Запорізька обл.      | 7,4       | О. Калініна Ворошиловградська обл.       | 7,5    | Л. Табанова Київ                          | 7,5    |
| 300 метрів            | Ніна Зюськова Донецька обл.            | 39,6h     | Т. Моросова Донецька обл.                | 41,0   | Ольга Сіренко Черкаська обл.              | 41,0   |
| 600 метрів            | Людмила Поппе Київ                     | 1.35,0h   | С. Ященко Ворошиловградська обл.         | 1.35,6 | Н. Смолій Ворошиловградська обл.          | 1.36,2 |
| 800 метрів            | Ольга Вахрушева Донецька обл.          | 2.12,3h   | Тетяна Єлізарова Харківська обл.         | 2.13,1 | Г. Криніна Хмельницька обл.               | 2.13,8 |
| 1500 метрів           | Валентина Фарфіуліна Київ              | 4.30,6h   | Г. Криніна Хмельницька обл.              | 4.30,8 | М. Клюкіна Запорізька обл.                | 4.31,0 |
| 60 метрів з бар'єрами | Людмила Шурхал Запорізька обл.         | 8,4h      | Людмила Оринянська Київ                  | 8,5    | Алла Скиценко Львівська обл.              | 8,5    |
| Стрибки у висоту      | Надія Осколок Київ                     | 1,79      | Тамара Галка Одеська обл.                | 1,79   | Світлана Орлова Ворошиловградська обл.    | 1,76   |
| Стрибки у довжину     | Людмила Іванова Ворошиловградська обл. | 6,03      | Валентина Московченко Київ               | 5,90   | Тетяна Скачко Ворошиловградська обл.      | 5,86   |
| Штовхання ядра        | Наталія Носенко Київ                   | 18,90 NIB | Людмила Машарова Ворошиловградська обл.  | 17,08  | Людмила Цвигун Запорізька обл.            | 15,93  |
| Триборство            | Надія Ткаченко Донецька обл.           | 2772      | Катерина Гордієнко Дніпропетровська обл. | 2591   | Наталія Прокопченко Дніпропетровська обл. |        |